# Stabkirche Hegge

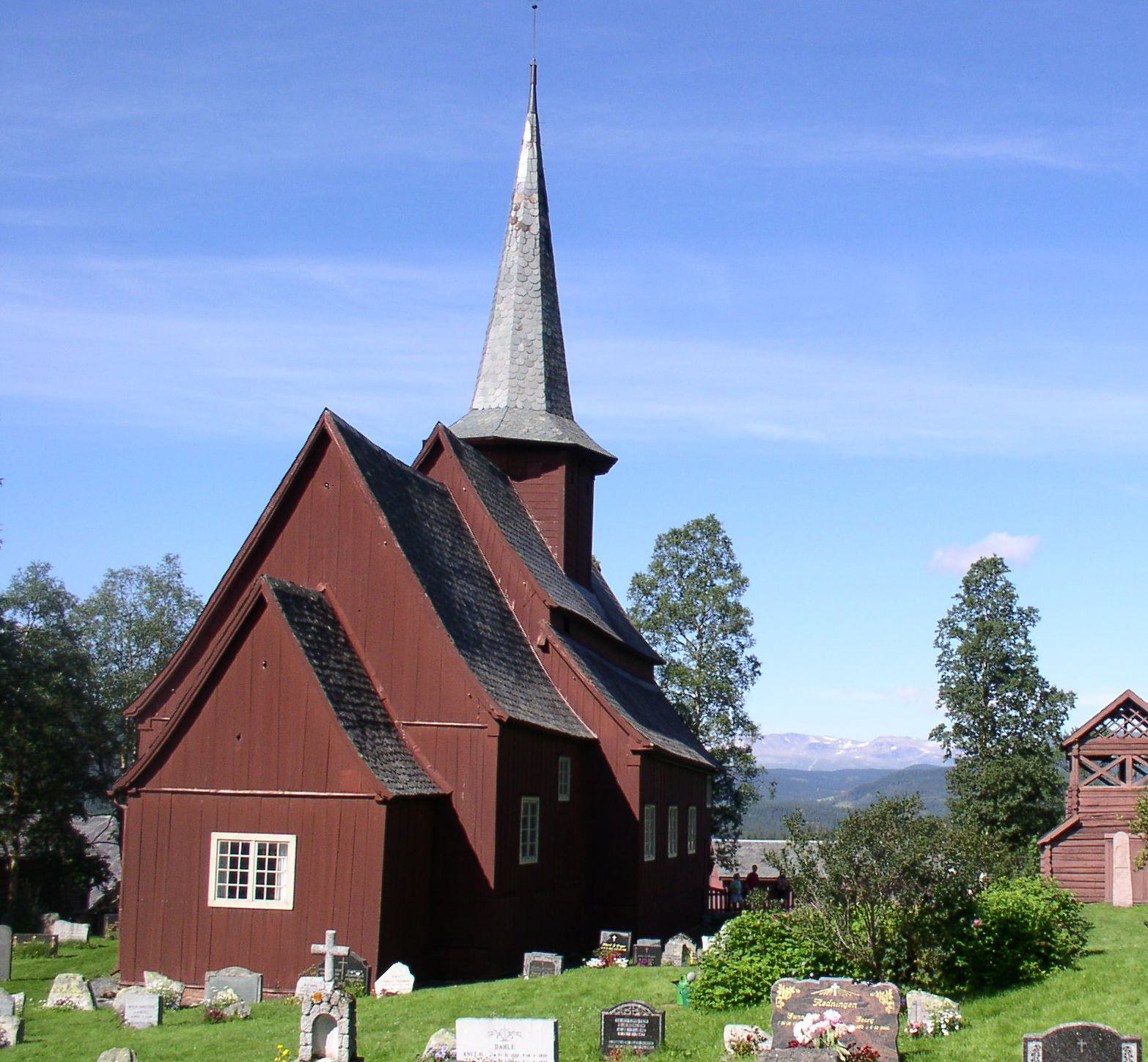
Stabkirche in Hegge

Die Stabkirche Hegge (norwegisch Hegge stavkirke) stammt aus dem 13. Jahrhundert und steht in Hegge in Øystre Slidre in Innlandet. Heute wird die Stabkirche Hegge weiterhin als Gemeindekirche genutzt und bietet Platz für etwa 150 Personen.

## Geschichte
Die Kirche wurde zum ersten Mal 1327 schriftlich erwähnt, der Bau ist aber älter. Dendrochronologische Untersuchungen ergaben, dass das Holz 1216 gefällt wurde.

## Architektur

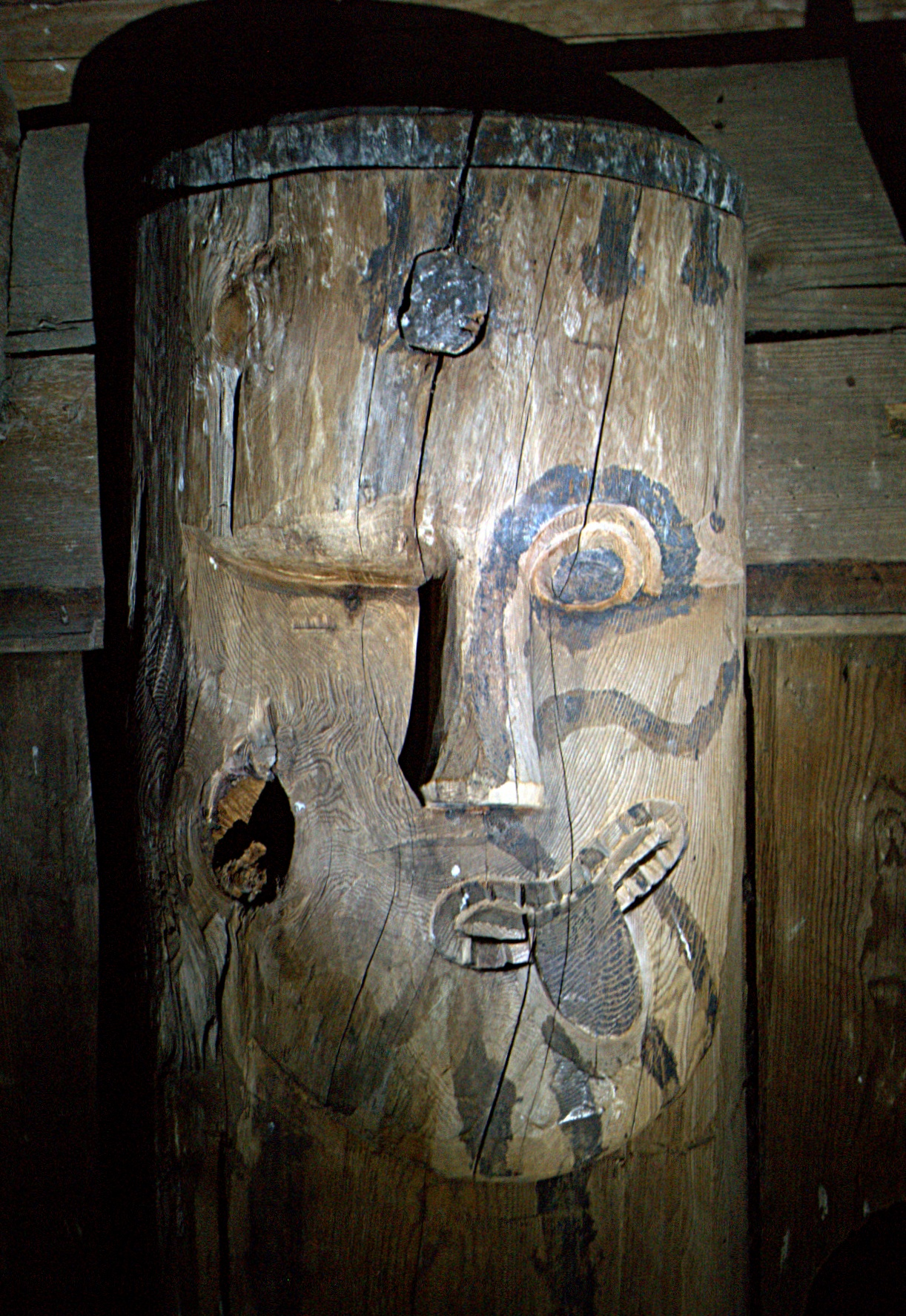
Bekannte Odinmaske in der Stabkirche

Nur der Mittelbau der Kirche ist erhalten. Die Dachkonstruktion ist im Innern nicht zu sehen, da zu späterer Zeit eine Decke eingezogen wurde. Die unteren Enden der Eckmasten sind als geschnitzte Pflanzenschlingen gestaltet, an den oberen Enden gibt es geschnitzte Masken – unter anderem einen mit nur einem Auge, vielleicht ist hier Odin dargestellt.
Das Westportal wird von zwei Säulen flankiert, die Löwen tragen.

## Anderes
Rund um die Kirche gibt es einen Friedhof. Einige Meter neben der Kirche steht ein kleiner Glockenturm.